# Alocasia zebrina
Alocasia zebrina komt van origine uit Azië, maar is hier al langere tijd een geliefde kamerplant. Kan wat moeilijk zijn in de verzorging. Deze plant wordt ook wel zebraplant genoemd vanwege het kenmerkende zebrapatroon op de stengels.
De plant behoort tot de aronskelkfamilie (Araceae). Er zijn vele soorten Alocasia, maar de zebrina is als kamerplant veruit de populairste.

## Giftig
Het is goed op te merken dat deze plant oxalaatkristallen bevat. Deze zijn kunnen giftig zijn bij inname, vooral van toepassing bij huisdieren.